# Inwood (Iowa)
Inwood es una ciudad ubicada en el condado de Lyon en el estado estadounidense de Iowa. En el Censo de 2010 tenía una población de 814 habitantes y una densidad poblacional de 235,24 personas por km².

## Geografía
Inwood se encuentra ubicada en las coordenadas 43°18′34″N 96°26′6″O / 43.30944, -96.43500. Según la Oficina del Censo de los Estados Unidos, Inwood tiene una superficie total de 3.46 km², de la cual 3.46 km² corresponden a tierra firme y (0%) 0 km² es agua.

## Demografía
Según el censo de 2010, había 814 personas residiendo en Inwood. La densidad de población era de 235,24 hab./km². De los 814 habitantes, Inwood estaba compuesto por el 97.91% blancos, el 0% eran afroamericanos, el 0.12% eran amerindios, el 0.12% eran asiáticos, el 0% eran isleños del Pacífico, el 1.23% eran de otras razas y el 0.61% pertenecían a dos o más razas. Del total de la población el 1.35% eran hispanos o latinos de cualquier raza.